# Ayzieu
Ayzieu is een gemeente in het Franse departement Gers (regio Occitanie) en telt 150 inwoners (2005). De plaats maakt deel uit van het arrondissement Condom.

## Geografie
De oppervlakte van Ayzieu bedraagt 14,1 km², de bevolkingsdichtheid is 10,6 inwoners per km².
Ayzieu ligt op de linkeroever van de Douze.
De onderstaande kaart toont de ligging van Ayzieu met de belangrijkste infrastructuur en aangrenzende gemeenten.

## Demografie
Onderstaande figuur toont het verloop van het inwonertal (bron: INSEE-tellingen).